# 加文·弗朗西斯
加文·弗朗西斯（英語：Gavin Francis，1975年—）是一位苏格兰一般科醫師（GP）和作家，生长于法夫，毕业于爱丁堡大学，曾赴南极考察，2023年当选皇家文學學會会士，主要科普作品有《认识身体——探秘人体微宇宙》（Adventures in Human Being: A Grand Tour from the Cranium to the Calcaneum）、《认识身体2——永不停歇的变化》（Shapeshifters : A Journey Through the Changing Human Body）等。